# Изнаола, Рикардо
Рикардо Изнаола (англ. Emeritus Ricardo Iznaola; 1949, Гавана, Куба) — кубинско-американский гитарист.

## Биография
Учился гитарному мастерству у Мануэля Переса Диаса и Алирио Диаса в Каракасе (Венесуэла), затем у Рехино Сайнс де ла Маса в Мадриде, где изучал курс теории и композиции в Мадридской Королевской консерватории.
Музыкальная критика, коллеги и публика на четырёх континентах мира отмечают широкую многогранность таланта Рикардо Изнаолы: он является и прекрасным исполнителем, и композитором, на счету которого множество замечательных гитарных композиций, и педагогом, воспитавшим десятки гитаристов уже добившихся признательности и успехов на престижных международных конкурсах, и писателем, сочинения которого пользуются спросом как у сложившихся гитаристов-профессионалов, так и у тех, кто только начинает познавать азы гитарного искусства, а ряд его книг вошёл в число обязательных учебных пособий, используемых в университетах и консерваториях США и Европы ("Гитарология – Путь к виртуозности" (Kitharologus-The Path to Virtuosity), "Практика" (On Practising), "Физиология игры на гитаре" (The Physiology of Guitar Playing) и др.). Он является автором множества статей, эссе и заметок для журналов и энциклопедий как в Европе, так и в Америке.
Изнаола является победителем восьми международных конкурсов, в том числе Мюнхенского международного конкурса исполнителей, конкурса им. Франсиско Тарреги, конкурса им. Алирио Диаса и Международного Строудовского конкурса композиторов.
Рикардо Изнаола выступал в таких всемирно известных концертных залах как Wigmore Hall (Лондон), Merkin Hall (Нью-Йорк), Hercules Saal (Мюнхен), Grande Salle de l'Unesco (Париж), Ishibashi Memorial Hall (Токио), Auditorio Nacional (Мадрид), Teatro Municipal (Каракас), Gran Teatro de la Maestranza (Севилья), The Philharmonic Society (Бильбао), The Manuel de Falla Auditorium (Гранада), а также на многих фестивалях в Соединенных Штатах, Европе, Южной Америке и Японии. Он неоднократно приглашался солировать в самые известные оркестры.
Начиная с 1970 года, когда вышел дебютный альбом Р. Изнаолы, им выпущено 13 альбомов. В 1991 году он основал собственную звукозаписы-вающую и издательскую компанию - IGW (Iznaola Guitar Works) – где были записаны три последних альбома: "Мечта Икара" (The Dream of Icarus), "Виртуозная романтическая музыка" (Vir-tuoso Romantic Music) и "1927 – Испанская гитарная музыка со времени Гарсиа Лорки".